# Lista över vattendrag i Storbritannien
Detta är en lista över Storbritanniens 10 längsta floder
| Nr | Flod           | Längd (km) | Avrinningsområde (km2) | Medel- vattenflöde (m3/s) | Källa         | Mynnar i                      |
| -- | -------------- | ---------- | ---------------------- | ------------------------- | ------------- | ----------------------------- |
| 1  | Severn         | 354        | 11 420                 | 107,4                     | Plynlimon     | Bristolkanalen, Keltiska sjön |
| 2  | Themsen        | 346        | 12 935                 | 65,4                      | Thames Head   | Nordsjön                      |
| 3  | Trent          | 297        | 10 435                 | 89                        | Biddulph Moor | Humber, Nordsjön              |
| 4  | Great Ouse     | 230        | 8 380                  | 15,8                      | Syresham      | The Wash, Nordsjön            |
| 5  | Wye            | 215        | 4 136                  | 73,1                      | Plynlimon     | Bristolkanalen, Keltiska sjön |
| 6  | Ouse/River Ure | 208        | 10 704                 | 69,8                      | Ure Head      | Humber, Nordsjön              |
| 7  | Tay            | 188        | 4 970                  | 179.0                     | Ben Lui       | Firth of Tay, Nordsjön        |
| 8  | Clyde          | 176        | 4 000                  | 48.5                      | Lowther Hills | Firth of Clyde, Nordkanalen   |
| 9  | Spey           | 172        | 3 008                  | 65.7                      | Loch Spey     | Moray Firth, Nordsjön         |
| 10 | Nene           | 161        | 1 630                  | 9.3                       | Arbury Hill   | The Wash, Nordsjön            |